# Tornado in Sauk Rapids 1886
| Tornado in Sauk Rapids (1886) | Tornado in Sauk Rapids (1886)       |
| ----------------------------- | ----------------------------------- |
|                               |                                     |
| Datum                         | 14. April 1886, 16:00 CST           |
| Stärke (Fujita-Skala)         | F4                                  |
| Gesamtschaden                 | geschätzte 400.000 US-Dollar (1886) |
| Gesamtopfer                   | 72 Tote, über 200 Verletzte         |

Der Tornado in Sauk Rapids von 1886 fegte am 14. April 1886 durch Sauk Rapids, St. Cloud und Rice im US-Bundesstaat Minnesota und zerstörte einen großen Teil von Sauk Rapids. Mit 72 getöteten Personen war dies der Tornado mit den meisten Todesopfern in Minnesota seit Beginn der Aufzeichnungen. An diesem Tag wüteten Tornados auch in Iowa, Kansas, Missouri und Texas.

## Tornado
Gegen 16:00 Uhr fegte ein Tornado, der ungefähr der Stufe 4 der Fujita-Skala entsprach, durch das Zentrum von Sauk Rapids. Es war einer von mindestens vier Tornados, welche in der Gegend zwischen 15:00 und 17:00 Uhr an dem Tag auftraten. Der maximale Durchmesser betrug etwa 800 Meter und die Windhose hatte auf 22,4 Kilometern Länge Kontakt mit dem Boden. Als der Wirbel den Mississippi River querte, legte er diesen in dem Abschnitt kurzzeitig trocken. Der Tornado zerstörte eine Hängebrücke über den Mississippi, das Postamt, das Gerichtsgebäude, eine Getreidemühle, eine Schule und zwei Kirchen. Fünfzehn Eisenbahnwagen wurden beschädigt und die Gleise emporgehoben und verbogen. Nachdem der Tornado Sauk Rapids passiert hatte, wo 44 Einwohner starben, nahm er Kurs auf Rice, wo elf Besucher einer Hochzeit getötet wurden, als das Haus zerstört wurde, in dem sie sich aufhielten. In St. Cloud tötete der Tornado 20 Menschen. Über 200 weitere wurden insgesamt verletzt.

## Auswirkungen

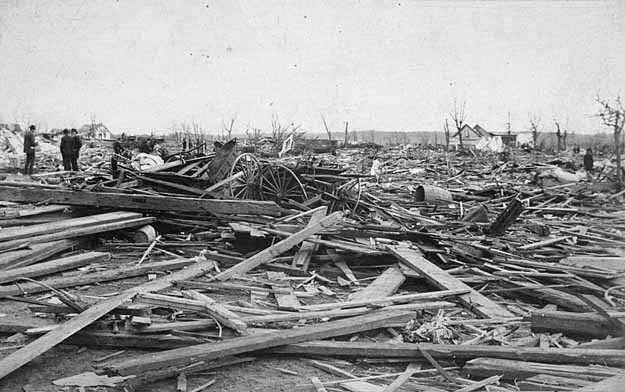
Zerstörungen in Sauk Rapids nach dem Tornado

Bevor der Tornado Sauk Rapids zerstörte, war der Ort am Ufer des Mississippi River eine der wichtigsten Städte in Minnesota und ein Handelszentrum für die Mitte dieses Bundesstaates. Der Tornado änderte die wirtschaftliche Struktur grundlegend, da er in Sauk Rapids mindestens 109 gewerblich genutzte oder öffentliche Gebäude vernichtete, einschließlich aller Gebäude auf der Hauptstraße. Die Schäden beliefen sich auf über 400.000 US-Dollar (mit der Kaufkraft von 1886). Sauk Rapids konnte seine Stellung nicht halten und so wurde St. Cloud das dominierende Wirtschaftszentrum in der Region.